# Aleksander Andrejevič Zajcev
Aleksander Andrejevič Zajcev (rusko Александр Андреевич Зайцев), sovjetski častnik, vojaški pilot, letalski as in heroj Sovjetske zveze, * 12. december 1911, Moskva, † 25. december 1965, Moskva.
Zajcev je v svoji vojaški službi dosegel 15 samostojnih zračnih zmag.

## Življenje
Med špansko državljansko vojno je sestrelil 8 sovražnikovih letal.
Med sovjetsko-japonsko mejno vojno leta 1939 je dosegel 6 samostojnih zračnih zmag.
V drugi svetovni vojni je bil pripadnik 19., 70. in 431. lovskega letalskega polka.
V karieri je opravil 194 bojnih poletov in bil udeležen v 29 zračnih bojev. Letel je z I-16, LaGG-3 in La-5.

## Odlikovanja
- heroj Sovjetske zveze